# Викрадення нареченої
Викрадення нареченої (англ. Bride kidnapping, bridenapping), шлюб за викраденням (marriage by abduction, marriage by capture), укр. умикання, умичка — поширена на Кавказі, в Киргизстані, Казахстані, Ефіопії та ряді інших країн практика насильства проти жінок, коли чоловік викрадає жінку і одружується з нею поза або проти її волі. Нині у більшості країн світу вважається злочином, а не законним видом шлюбу.
Вигода оборудки для чоловіка полягає в тому, що в цьому випадку йому не доводиться платити батькам нареченої калим. Зазвичай жених зі своїми друзями або друзі нареченого без нього самого викрадають жінку і привозять в будинок нареченого. Там родичі нареченого намагаються заспокоїти викрадену жінку й наполегливо переконують її одружитися з викрадачем.
Втім, іноді викрадення нареченої відбувається за загальною згодою як обряд, що дозволяє обійти деякі інші традиційні заборони. Наприклад, якщо молодша сестра за традицією не може одружитися раніше, ніж старша, то батьки не можуть дати благословення на шлюб, і тому молодшу сестру «викрадають». Через деякий час молоді приходять до батька нареченої просити вибачення, але він їх «проклинає» і «виганяє», але з народженням первістка — «прощає».

## В Україні
В Україні обряд лишився в жартівливій формі. Частіше це роблять на весіллі у селі, але також і в містах. Викрадають наречену, а потім вимагають за неї викуп — грошима або горілкою.